# Isla Sarnosa
La Isla Sarnosa o Castru los Carneros es una isla española situada en la península del Pechón, Cantabria, a menos de kilómetro y medio de la Isla del Castril, cerca del límite con Asturias. Es bastante maciza y tiene dos hectáreas de superficie. Está cubierta de vegetación baja.